# Dantersdorf
Dantersdorf ist ein amtlich benannter Ortsteil der Stadt Velburg im Landkreis Neumarkt in der Oberpfalz in Bayern.

## Geographische Lage
Das Dorf liegt auf der Frankenalb im Oberpfälzer Jura auf circa 490 m über NHN etwa 2 km westlich des Ortskernes von Velburg und etwa 500 m von der Grenze des Truppenübungsplatzes Hohenfels entfernt. Es zieht sich mit seinem südöstlichen Teil teilweise am Hang des Burzenberges (520 m NHN) hin. Nordöstlich erhebt sich – innerhalb des Truppenübungsplatzes – der Häberberg (625 m NHN), nordwestlich der Hohlsteinberg (630 m NHN) und südwestlich der Sperlasberg (615 m NHN).

## Verkehr
Dantersdorf liegt an der Kreisstraße NM 36. Eine Ortsverbindungsstraße zweigt bei Velburg von der Kreisstraße NM 43 in östlicher Richtung nach Dantersdorf ab, eine weitere von der Staatsstraße 2220 in nordöstlicher Richtung.

## Geschichte
Dantersdorf wird im Zuge der planmäßigen Ausweitung des karolingischen Frankenreiches nach Osten entstanden sein.
Das Dorf gehörte zur herzoglich-bayerischen (ab dem 16. Jahrhundert pfalz-neuburgischen) Herrschaft Lutzmannstein, die an Adelige verliehen wurde. In einem Wittelsbacher Urbar von 1285 ist es als „Tenteinsdorf“ genannt. 1326 waren die Inhaber des Dorfes die A. Kemnather Töchter. Hochgerichtlich unterstand es dem Pflegamt Velburg. Als die Erben von Friedrich Kemnather die Herrschaft 1428 an Herzog Johann von Pfalz-Neumarkt verkauften, bestand Dantersdorf aus 2 Gütern, 5 Huben des Stiftes Obermünster zu Regensburg und 1 „Hüblein“.
Am Ende des Alten Reiches, um 1800, bestand Dantersdorf aus 11 Anwesen. Die Herrschaft Lutzmannstein war zu dieser Zeit im Besitz der adeligen Familie Gi(e)se; die Gisesche Patrimonialgerichtsbarkeit II. Klasse, der auch Dantersdorf unterstand, wurde 1848 von Bayern abgeschafft.
Im Königreich Bayern (1806) wurde um 1810 der Steuerdistrikt Geroldsee im Landgericht Parsberg gebildet. Diesem gehörten Geroldsee, Dantersdorf, Krumpenwinn und (Ober- und Unter-)Schmidheim an. Mit dem zweiten bayerischen Gemeindeedikt von 1818 wurde daraus eine Ruralgemeinde, zu der 1867 die Einöden Hölle und Gstetterthal hinzukamen. Dabei blieb es bis zur Mitte des 20. Jahrhunderts.
Im Zuge der Bildung eines Truppenübungsplatzes für US- und NATO-Truppen wurde die Gemeinde Geroldsee mit Ausnahme des außerhalb des Truppenübungsplatzes liegenden Gemeindeteils Dantersdorf bis zum 1. Oktober 1951 geräumt und ihre Bewohner umgesiedelt; am 25. Januar 1952 beschloss die Regierung von Oberpfalz, Dantersdorf zum 25. März 1952 zur Stadt Velburg zu legen. Am 6. Oktober 1958 wies das Bayerische Staatsministerium des Innern an, die restlich verbliebene Gemeinde Geroldsee aufzulösen.
In Dantersdorf wohnten
- 1836 66 Einwohner (13 Häuser),[9]
- 1867 73 (28 Gebäude, 1 Kapelle),[10]
- 1875 66 Einwohner (34 Gebäude; Großviehbestand: 6 Pferde, 67 Stück Rindvieh),[11]
- 1900 75 Einwohner (14 Wohngebäude),[12]
- 1925 81 Einwohner (14 Wohngebäude),[13]
- 1937 63 Einwohner (nur Katholiken),[14]
- 1950 76 Einwohner (14 Wohngebäude),[15]
- 1987 65 Einwohner (14 Wohngebäude, 17 Wohnungen).[16]

## Kirchliche Verhältnisse
Dantersdorf gehörte mit seiner Kapelle seit altersher zur katholischen Pfarrei Velburg. Um 1545 wurde mit Pfalz-Neuburg Velburg der Reformation unterworfen und 1621 rekatholisiert. Die Marienkapelle von 1662 am nördlichen Ortsrand, ein quadratischer Bau mit Ecklisenen und Dachreiter, gilt als Baudenkmal.
Siehe auch Liste der Baudenkmäler in Velburg#Dantersdorf